# Dongen
Dongen – miasto i gmina w Holandii, w prowincji Brabancja Północna. Dawniej było to centrum przemysłu skórzanego. Obecnie działa tu jeszcze kilka starych wytwórni butów. Gmina składa się z czterech miejscowości: Dongen, 's Gravenmoer, Vaart oraz Klein-Dongen.